# Shebeshxt
Lehlogonolo Katlego Chauke é um rapper sul-africano e figura controversa, conhecido como Shebeshxt. Ele nasceu e foi criado em Lebowakgomo, Limpopo. Ele ganhou destaque antes de seu single inovador "Ke Di Shxt Malume", depois que se tornou viral em uma plataforma de compartilhamento de vídeo TikTok e recebeu comentários positivos de pessoas como Focalistic.

Shebeshxt performing "Ambulance" at Propaganda Pretoria in November 2023

Em 2023, o rapper assinou um contrato importante com a proeminente empresa italiana Lamborghini Wines by Lamborghini, logo depois de aparecer no Podcast and Chill with MacG e fazer história ao se tornar o primeiro convidado a ultrapassar 1 milhão de visualizações em 2 dias sem nenhum gravadora, sem exibição na televisão nem no rádio.
1. ↑  Ngcobo, Nokuthula (20 de novembro de 2023). «Focalistic responds to Shebeshxt following viral 'Podcast and Chill' interview». The South African (em inglês). Consultado em 5 de dezembro de 2023. Arquivado do original em 5 de dezembro de 2023
2. ↑  Manuel, Marilynn (4 de dezembro de 2023). «Limpopo star Shebeshxt steals Emtee's crowd [watch]». The South African (em inglês). Consultado em 5 de dezembro de 2023. Arquivado do original em 5 de dezembro de 2023
3. ↑  Vollmer, Bernelee (4 de dezembro de 2023). «Shebeshxt strikes major partnership with prominent Italian company». Independent Online. Consultado em 1 de janeiro de 2024. Arquivado do original em 16 de dezembro de 2023
4. ↑  Seleme, Rae (19 de novembro de 2023). «1million views in 2 days: Ama2000 president Shebeshxt breaks record on 'Podcast and Chill'». The South African (em inglês). Consultado em 1 de janeiro de 2024. Arquivado do original em 7 de dezembro de 2023